# Jean-Claude Kazagui
Jean-Claude Kazagui est un homme politique centrafricain.

## Carrière
Il est en 1978 ministre chargé de l'Enseignement primaire, secondaire et technique,,.

## Famille
Il est le père de l'homme politique Ange Maxime Kazagui.